# Легенда (картография)

Легенда карты Либерии.

Легенда карты — список или таблица условных обозначений на карте с разъяснением их значения. Легенды карт в основном не унифицированы, но стандартизованы и обязательны к применению на топографических, физических и географических картах.
На картах легенда помещается на свободном пространстве (например, в углах), чтобы не скрывать нужные объекты на карте. В атласах может размещаться на отдельных страницах.
Обозначения на легендах карт собраны в группы: дороги, гидрография, населённые пункты и другие. На легендах карт мелких масштабов города обозначаются пуансонами. На легендах планов городов есть обозначения городских кварталов и общественных объектов. На легендах карт могут указываться статистические сведения. 